# Soltanabad
Soltānābād (farsi سلطان‌آباد) è una città dello shahrestān di Khoshab, circoscrizione Centrale, nella provincia del Razavi Khorasan in Iran. Aveva, nel 2006, una popolazione di 4.821 abitanti. Si trova a nord-est di Sabzevar.